# Coupe d'Angleterre de football 1987-1988
Navigation
Coupe d'Angleterre 1986-1987 Coupe d'Angleterre 1988-1989
La Coupe d'Angleterre de football 1987-1988 est la 108e édition de la Coupe d'Angleterre de football. Le Wimbledon (alors surnommé le Crazy gang) remporte son unique Coupe d'Angleterre de football au détriment de Liverpool sur le score de 1-0 au cours d'une finale jouée dans l'enceinte du stade de Wembley à Londres.

## Demi-finales
| 9 avril 1988 | Luton Town  | 1–2   | Wimbledon              | White Hart Lane, Londres                       |                                                |
|              | Harford 47e | (0-0) | Fashanu 54e · Wise 80e | Spectateurs : 25 963 Arbitrage : Keith Hackett | Spectateurs : 25 963 Arbitrage : Keith Hackett |
|              | (rapport)   |       |                        | Spectateurs : 25 963 Arbitrage : Keith Hackett | Spectateurs : 25 963 Arbitrage : Keith Hackett |

| 9 avril 1988 | Liverpool               | 2–1   | Nottingham Forest | Hillsborough, Sheffield                          |                                                  |
| 15:00        | Aldridge 14e (pen.) 51e | (1-0) | Clough 67e        | Spectateurs : 51 627 Arbitrage : George Courtney | Spectateurs : 51 627 Arbitrage : George Courtney |
| 15:00        | (rapport)               |       |                   | Spectateurs : 51 627 Arbitrage : George Courtney | Spectateurs : 51 627 Arbitrage : George Courtney |

## Finale
| Titulaires : |  |
| |  |
| 1 Dave Beasant (c) · 2 Clive Goodyear · 3 Terry Phelan · 4 Vinnie Jones · 5 Eric Young · 6 Andy Thorn · 7 Terry Gibson 63e · 8 Alan Cork 56e · 9 John Fashanu · 10 Lawrie Sanchez · 11 Dennis Wise · |  |
| Remplaçants : |  |
| 12 John Scales 63e · 14 Laurie Cunningham 56e · |  |
| Entraîneur : |  |
| Bobby Gould |  |

| Titulaires : |  |
| |  |
| 1 Bruce Grobbelaar · 2 Gary Gillespie · 3 Gary Ablett · 4 Steve Nicol · 5 Nigel Spackman 74e · 6 Alan Hansen (c) · 7 Peter Beardsley · 8 John Aldridge 64e · 9 Ray Houghton · 10 John Barnes · 11 Steve McMahon · |  |
| Remplaçants : |  |
| 12 Craig Johnston 64e · 14 Jan Mølby 74e · |  |
| Entraîneur : |  |
| Kenny Dalglish |  |

| Titulaires : |  |
| |  |
| 1 Dave Beasant (c) · 2 Clive Goodyear · 3 Terry Phelan · 4 Vinnie Jones · 5 Eric Young · 6 Andy Thorn · 7 Terry Gibson 63e · 8 Alan Cork 56e · 9 John Fashanu · 10 Lawrie Sanchez · 11 Dennis Wise · |  |
| Remplaçants : |  |
| 12 John Scales 63e · 14 Laurie Cunningham 56e · |  |
| Entraîneur : |  |
| Bobby Gould |  |

| Titulaires : |  |
| |  |
| 1 Bruce Grobbelaar · 2 Gary Gillespie · 3 Gary Ablett · 4 Steve Nicol · 5 Nigel Spackman 74e · 6 Alan Hansen (c) · 7 Peter Beardsley · 8 John Aldridge 64e · 9 Ray Houghton · 10 John Barnes · 11 Steve McMahon · |  |
| Remplaçants : |  |
| 12 Craig Johnston 64e · 14 Jan Mølby 74e · |  |
| Entraîneur : |  |
| Kenny Dalglish |  |

| Wimbledon | Liverpool |